# Causeway Bay
Causeway Bay (Chino tradicional: 銅鑼灣) es una zona muy urbanizada de Hong Kong, China, situada en la Isla de Hong Kong, que cubre parte de los distritos de Wan Chai y Este. El nombre en chino también se romaniza como Tung Lo Wan o Tung Lo Wan Road (銅鑼灣道). Los precios de las zonas de tiendas de Causeway Bay se clasifica como el segundo más alto del mundo detrás de la Quinta Avenida de Nueva York, que es ligeramente más cara. Los precios de Causeway Bay son casi el doble que los de Ginza, en Tokio, que está en tercer lugar.

## Localización

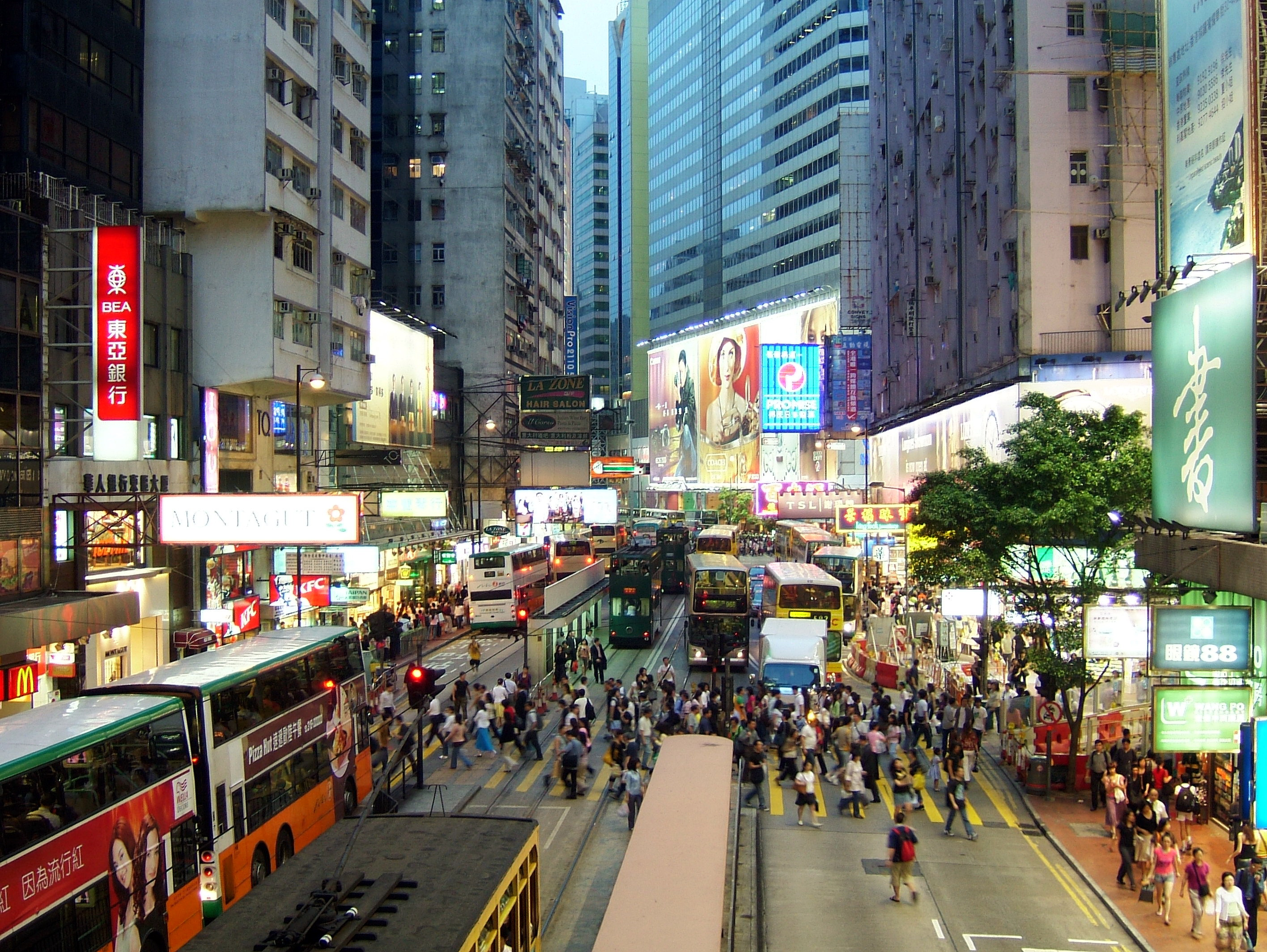
El ajetreado cruce de Yee Wo Street

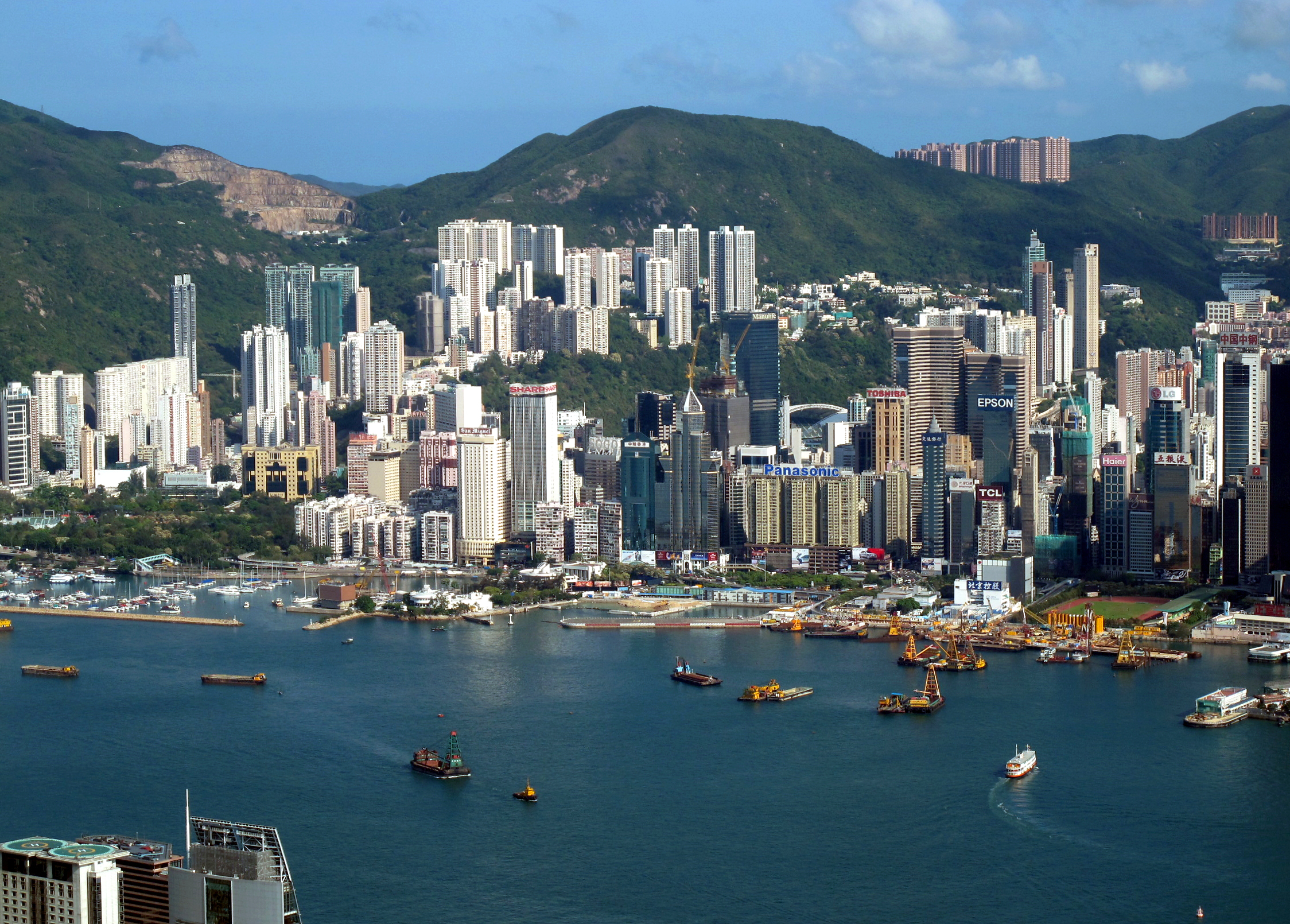
Vista desde la Península de Kowloon

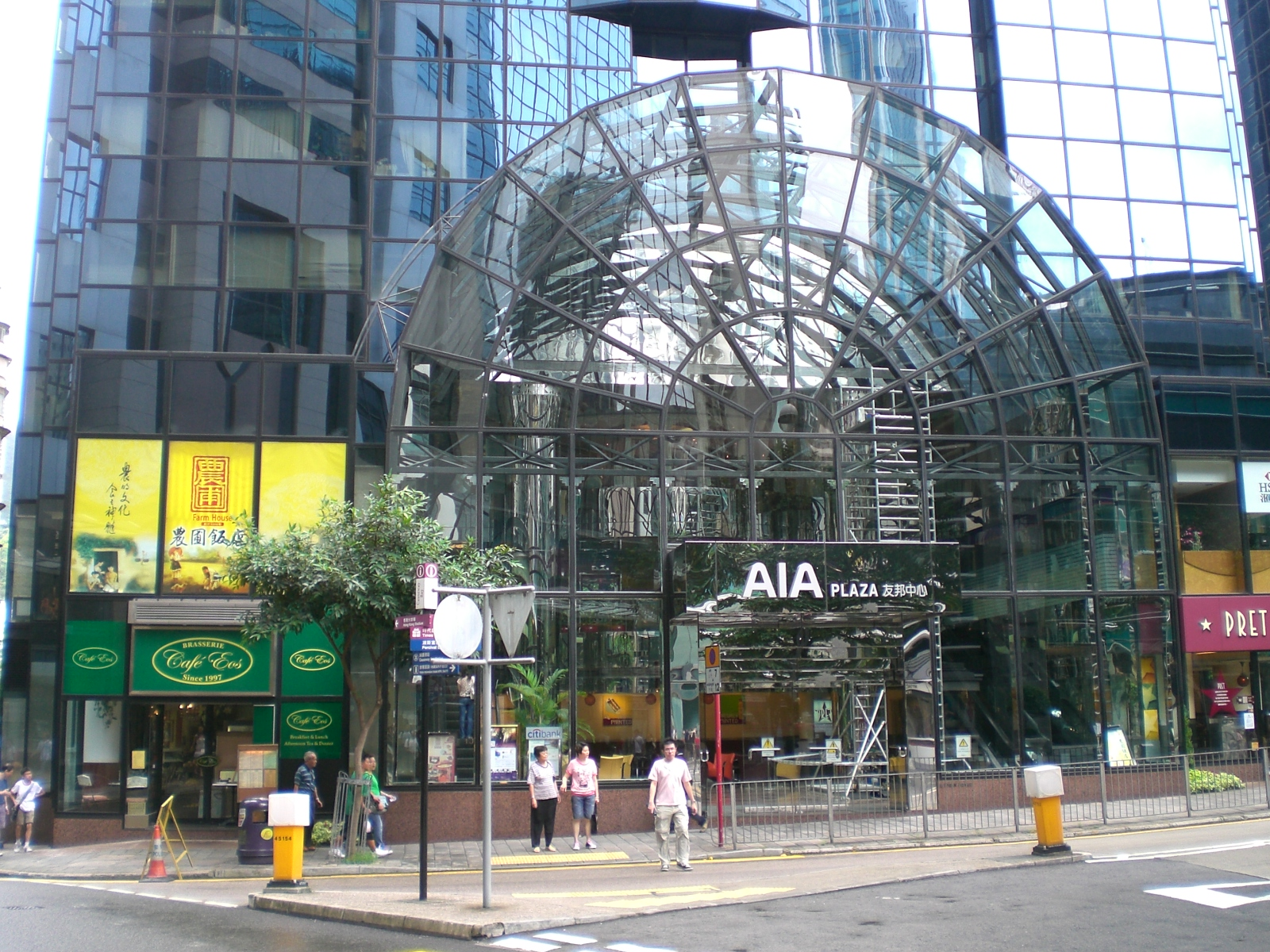
AIA Building en Hysan Avenue

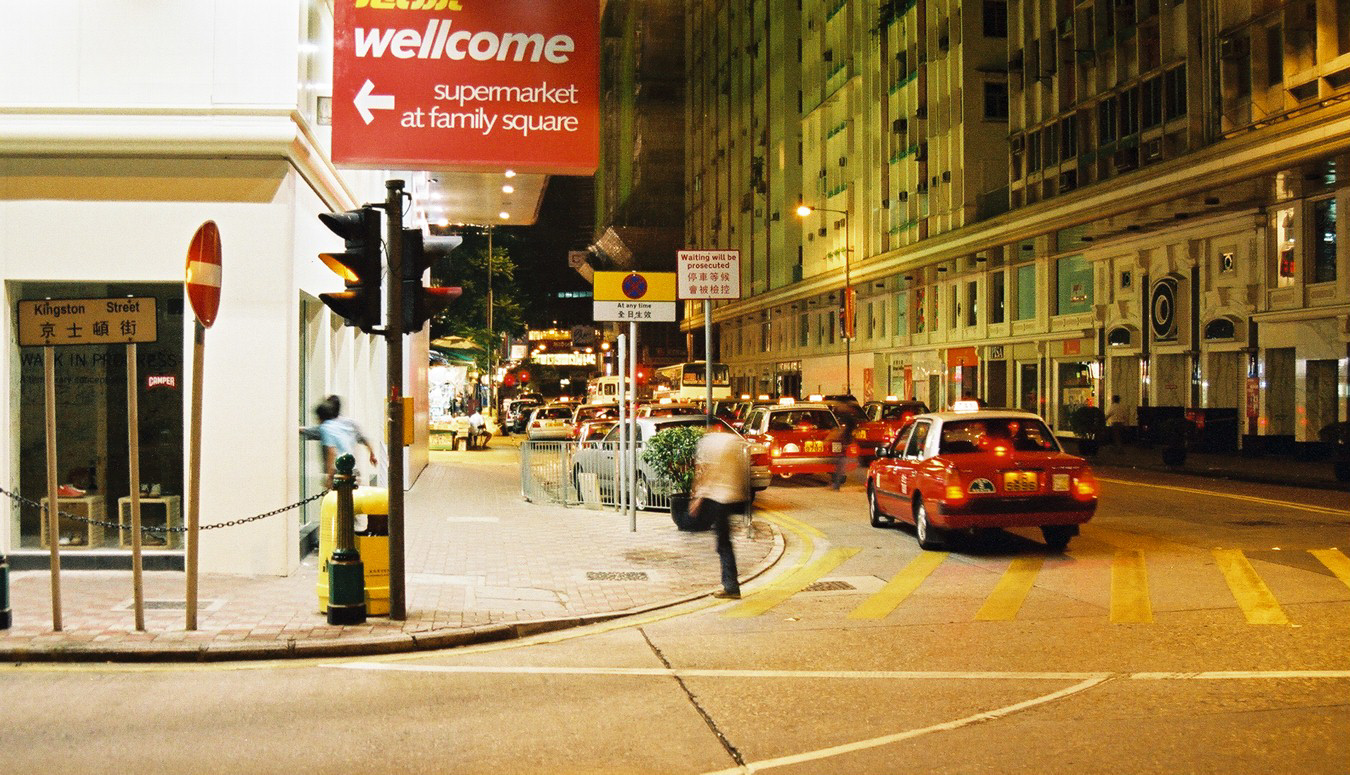
Kingston Street (Causeway Bay) por la noche

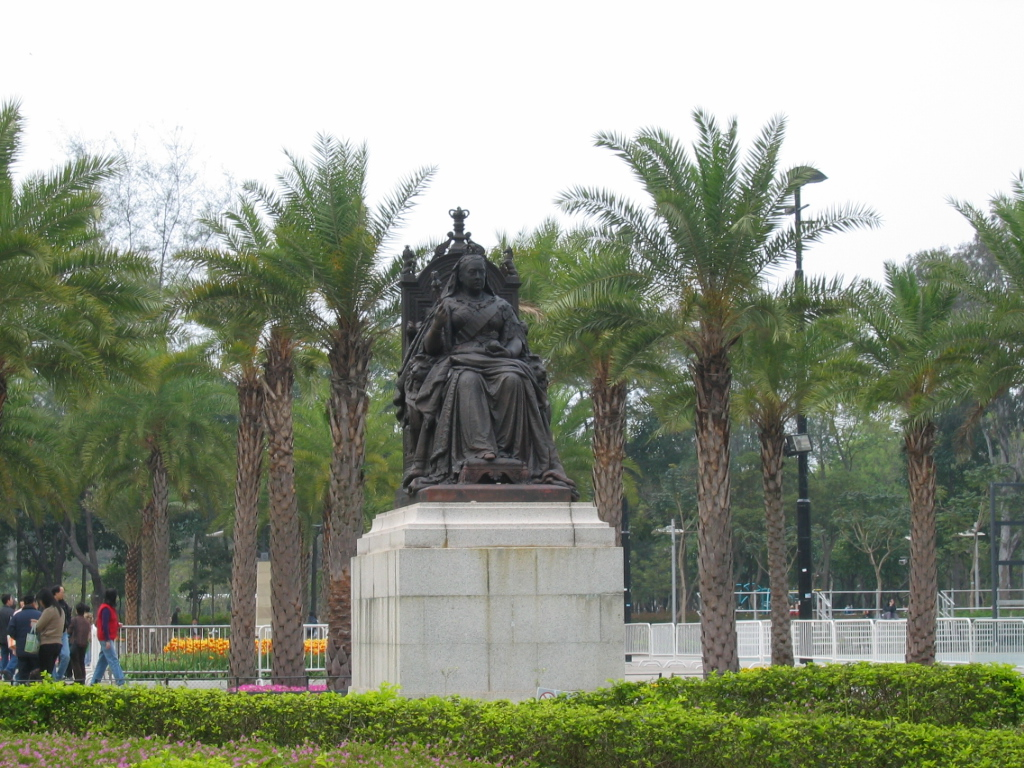
Estatua de la Reina Victoria en Victoria Park

Causeway Bay bordea el Distrito Este. Esta zona contiene Tsing Fung Street, el mercado de Causeway Bay, el Victoria Park, el Real Club de Yates de Hong Kong, Jardine's Noonday Gun y el Club de Oficiales de Policía. Al oeste de estos lugares están el Queen's College y la Biblioteca central de Hong Kong, que pertenecen a Wan Chai.
Desde 1982, dos subdistritos de Causeway Bay (Causeway Bay Norte y Causeway Bay Sur) han formado parte del Distrito Este, mientras que Causeway Bay Centro se agrupó con el Distrito Wan Chai hacia el oeste. Sin embargo, las decisiones del gobierno local excepto las demarcaciones electorales todavía afectan a toda la zona. Desde 1994, los distritos electorales están subdivididos en distritos más pequeños. El sector norte consiste en la zona alrededor de Victoria Park, el sector central coincide con el distrito financiero, y el sector sur es la zona alrededor de Tin Hau.
Las organizaciones regionales y gubernamentales de la ciudad, como el Mercado de Causeway Bay, la estación de bomberos y el Departamento de Servicios Sociales se sitúan en la parte este, mientras que los edificios de oficinas y comerciales se sitúan en la parte oeste.

## Historia
El refugio de tifones de Causeway Bay y el Templo Tin Hau demuestran que la zona fue un pueblo de pescadores. Antes del desarrollo urbano y las tierras ganadas al mar, Causeway Bay era una bahía muy sedimentada. Su antigua forma se puede encontrar en los mapas trazando Tung Lo Wan Road, que discurre por la antigua línea de costa. A comienzos del desarrollo se construyó una carretera, que en la actualidad es Causeway Road. En la década de 1950, la línea de costa avanzó cuando se ganó al mar el resto de la bahía para el Victoria Park, después de que la estatua de la Reina Victoria se devolviera desde Japón. La estatua fue arrebatada durante la Segunda Guerra Mundial de Statue Square en Chater Road, Central. Kellett Island, frente a las costas de Causeway Bay, ha desaparecido y se ha conectado al resto como resultado de las tierras ganadas al mar.
Los nombres de Yee Wo Street, Jardine's Bazaar y Jardine's Crescent demuestran que el terreno de esta zona fue vendido por el gobierno colonial británico a Jardines a comienzos del siglo XIX. Esta zona se llamó East Point, por un cabo en la línea de costa, al este del centro de Victoria.
La actual Causeway Bay se confunde usualmente con East Point, que ha sido absorbido por la anterior. La original Causeway Bay está cerca de la actual Estación de Tin Hau, mientras que la Estación de Causeway Bay está en East Point. El concepto actual de Causeway Bay cubre hasta la zona de Canal Road, en chino Ngo Keng Kiu (鵝頸橋), literalmente, el puente del cuello de un ganso.
East Point se considera en la actualidad parte de Causeway Bay como resultado de la asimilación del nombre geográfico. Todavía existe una East Point Road, que discurría por la línea de costa del cabo antes de las tierras ganadas al mar.

## Características
Causeway Bay o East Point es uno de los distritos de compras más importantes de Hong Kong. Incluye los grandes almacenes japoneses Sogo y Times Square en un centro comercial interior de trece plantas. Hay también centros comerciales más pequeños como World Trade Centre, Windsor House, Hang Lung Centre, Fashion Island, Fashion Walk, Lee Gardens y Lee Gardens Two. Causeway Bay es una de las zonas más concurridas de Hong Kong porque contiene muchas tiendas de moda tanto local como de Japón, Europa y Estados Unidos. Como tal, es un lugar popular para los jóvenes. Muchas tiendas están abiertas hasta bien pasada la medianoche.
Los hoteles más importantes de Causeway Bay son The Excelsior y Regal HongKong Hotel. En los últimos años han abierto algunos modernos apartamentos con servicios como Jia o Shama Serviced Apartments.
Durante años, Jardine Matheson ha disparado un cañonazo todos los días al mediodía en Causeway Bay, en el Puerto de Victoria, ligeramente al este de la antigua Kellett Island. Estos disparos han servido de señales horarias para muchas generaciones de habitantes de Hong Kong. Esta tradición aún continua en la actualidad, y se denomina "Noonday Gun", mencionado en la canción de Noël Coward "Mad Dogs and Englishmen".
Aunque los nombres de algunos monumentos en el oeste de Causeway Bay comienzan con "Wan Chai" (por ejemplo Estación de Bomberos de Wan Chai), están en límite de Wan Chai con Canal Road.

## Lugares en Causeway Bay

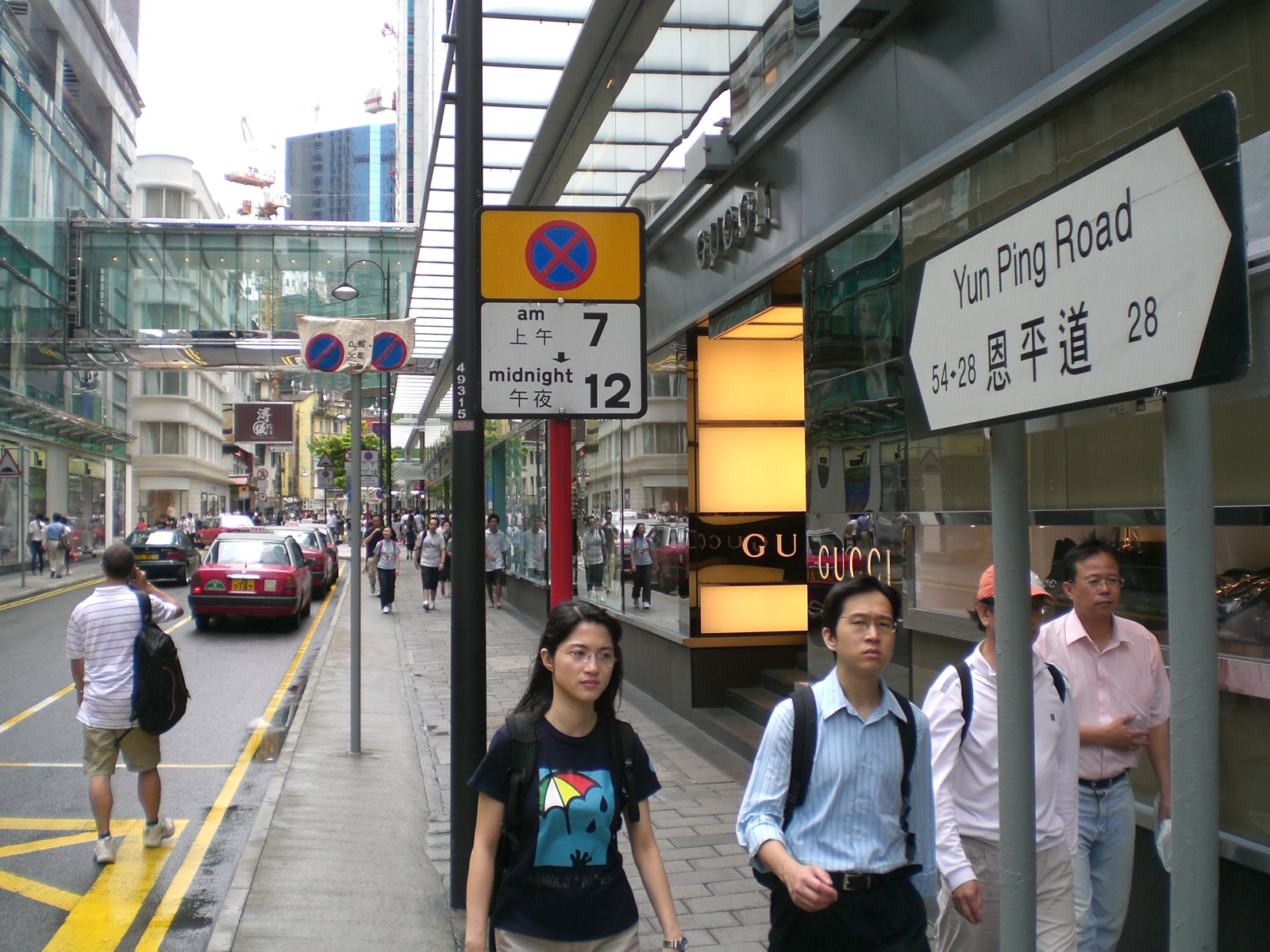
Yun Ping Road, zona de tiendas

### Ocio y cultura
- Biblioteca central de Hong Kong
- Noonday Gun
- Real Club de Yates de Hong Kong
- Victoria Park

### Tiendas
- Sogo
- Times Square
- World Trade Centre
- Hysan Place

## Transporte

### Calles principales
- King's Road
- Causeway Road
- Gloucester Road
- Canal Road
- Hennessy Road
- Yee Wo Street

### Transporte público
- Metro de Hong Kong:

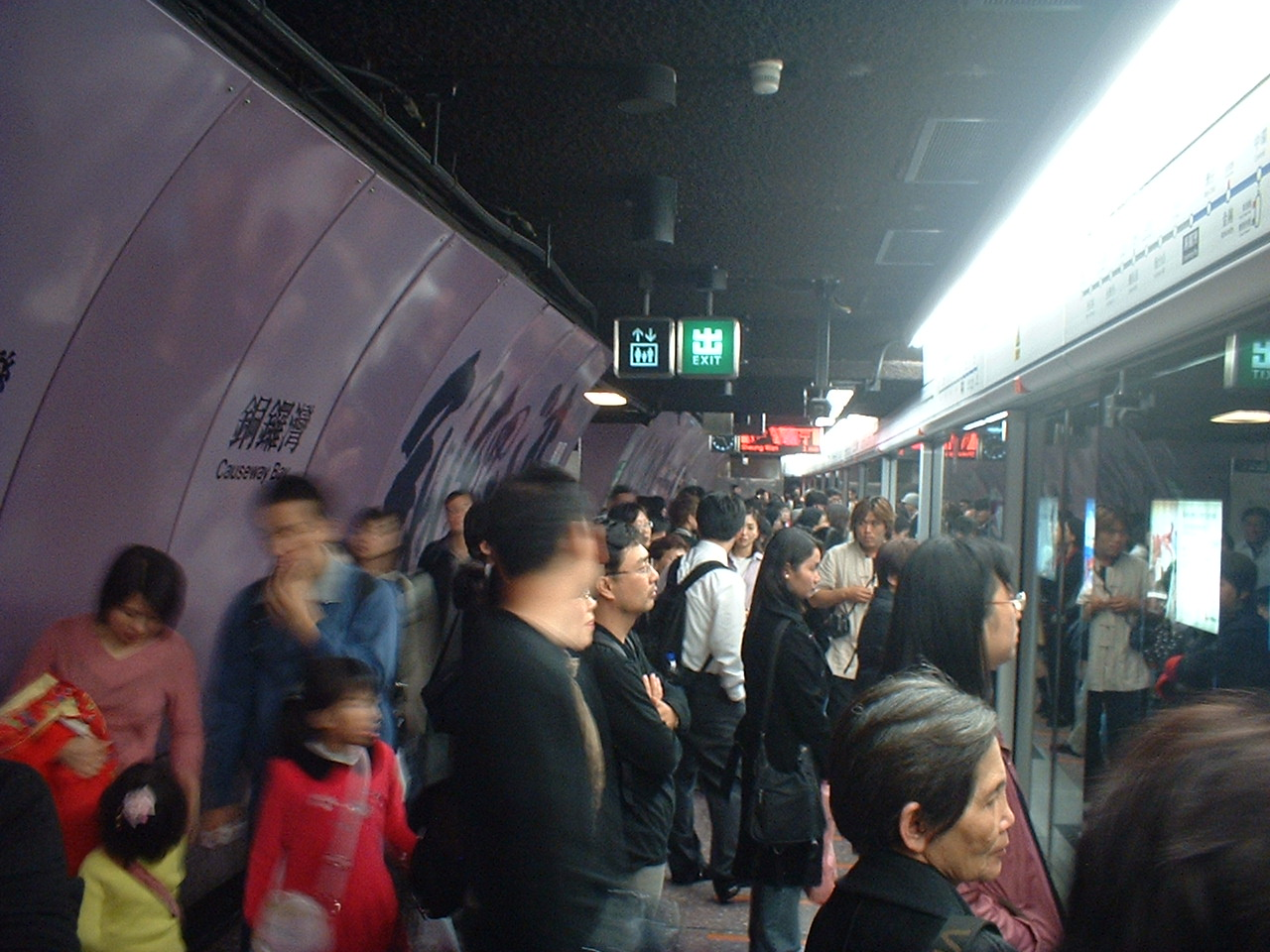
Estación de Causeway Bay

  - Island Line: Estaciones de Tin Hau y Causeway Bay
- Tranvía: To Kennedy Town, Happy Valley y Whitty Street
- Autobús:
  - New World First Bus: 2X, 2A, 2, 8, 23, 25, 38, 42, 106, 112, 116, N122, N8
  - Citybus: 5, 8X, 10, 11, 72, 92, 592, 103, 170, 619, 690, 962, N962
- Minibús:
  - Minibús verde: 4A, 4B, 4C, 5, 10, 11, 14M, 21A, 21M, 25, 28, 30, 31, 36X, 39M, 40, 56, 69X, 9
  - Minibús rojo: Sai Wan - Causeway Bay, Causeway Bay - Shau Kei Wan, Temple Hill (Tsz Wan Shan) - Causeway Bay